# 咸安 (年号)
咸安（371年十一月－372年）是東晋皇帝晉简文帝司馬昱的年号，由桓溫掌權。共计2年。
咸安二年七月晋孝武帝即位沿用。次年改元宁康元年。

## 纪年

### 東晉
| 咸安 | 元年  | 二年  |
| ---- | ----- | ----- |
| 公元 | 371年 | 372年 |
| 干支 | 辛未  | 壬申  |

### 前涼

#### 前涼悼公張天錫
侯燦據敦煌佛爺廟古墓出土一件陶缽，上有文字云「咸安五年十月癸酉朔」字樣，認為前涼張天錫曾奉行過東晉簡文帝的年號，自二年始，六年八月被前秦戰敗投降，前涼亡。
| 咸安 | 二年  | 三年  | 四年  | 五年  | 六年  |
| ---- | ----- | ----- | ----- | ----- | ----- |
| 公元 | 372年 | 373年 | 374年 | 375年 | 376年 |
| 干支 | 壬申  | 癸酉  | 甲戌  | 乙亥  | 丙子  |

## 参看
- 中国年号索引
- 同期存在的其他政权年号
  - 升平：前凉年号
  - 建元（365年-385年七月）：前秦政权苻坚年号
  - 建国（338年十一月-376年）：代政权拓跋什翼犍年号